# Rut Berglund

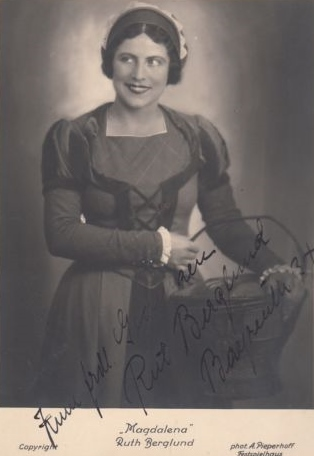
Autogrammkarte, Bayreuth 1933

Rut Berglund, auch Ruth Berglund (12. April 1897 in Åmål – 29. August 1984 in Stockholm), war eine schwedische Opernsängerin der Stimmlagen Mezzosopran und Alt, die von 1924 bis 1944 in Deutschland verpflichtet war. Sie wurde von Adolf Hitler persönlich zur Kammersängerin ernannt.

## Leben und Werk
Berglund studierte Gesang bei Gillis Bratt in Stockholm und bei Ernst Grenzebach in Berlin. In der Spielzeit 1924–25 war sie als Volontärin an der Großen Volksoper in Berlin engagiert, doch in Folge der Hyperinflation wurde das Haus im Jahre 1925 geschlossen.
Die Sängerin debütierte in der Folge an der Städtischen Oper Berlin, erhielt ein Festengagement an diesem Haus und blieb dort bis 1932 Ensemblemitglied. Berglund heiratete im Jahre 1927 den Chirurgen Nathanael Wessén, die Hochzeit fand in der Kirche ihrer Heimatstadt Åmål statt. Im Jahre 1929 nahm sie an Aufführungen von Wagners Ring des Nibelungen am Grand Théâtre de Genève teil. In der Spielzeit 1932–33 war sie am Stadttheater Königsberg in Ostpreußen verpflichtet. Bei den Bayreuther Festspielen 1933, dem Jahr der Machtergreifung der Nationalsozialisten, übernahm die Sängerin die Rolle der Magdalene in Wagners Meistersingern von Nürnberg, es inszenierte und dirigierte Heinz Tietjen. Sie sang mehrfach – sowohl in Bayreuth, als auch in Berlin – in Anwesenheit Adolf Hitlers und muss mit ihm auch persönlich bekannt gewesen sein. Im Herbst 1933 folgte sie einem Ruf an die Berliner Staatsoper, das repräsentativste Opernhaus zur Zeit des Nationalsozialismus. Dort sang sie eine breite Palette von Mezzo- und Altpartien des klassischen Repertoires, darunter vier zentrale Verdi-Rollen, Azucena, Eboli, Amneris und Emilia. Ihre Vorliebe galt jedoch den Wagner-Partien.
Im Jahr 1934 sang sie die Magdalene in den Meistersingern von Nürnberg erneut in Bayreuth sowie auf Gastspielen in London und Paris. In London trat sie auch als Adelaide in der Arabella von Hugo von Hofmannsthal und Richard Strauss auf. Im deutschen UFA-Spielfilm Fürst Woronzeff von Arthur Robison aus dem Jahre 1934 ist Berglund – gemeinsam mit dem Tenor Walther Ludwig – mit dem Duett von Samson und Dalila aus der gleichnamigen Oper von Camille Saint-Saëns vertreten. Von 1936 bis 1942 kehrte sie alljährlich nach Bayreuth zurück und übernahm dort verschiedene Rollen im Ring des Nibelungen, darunter die Floßhilde, mehrere Walküren und eine Norn. In der Parsifal-Neuinszenierung Tietjens des Jahres 1937, diesmal jedoch mit Wilhelm Furtwängler am Pult, sang sie die Stimme von oben und verkörperte eines von Klingsors Zaubermädchen. Im September 1938 gastierte sie – anlässlich des Reichsparteitages – als Magdalene im Staatstheater Nürnberg.
Am 20. April 1939, Hitlers 50. Geburtstag, wurde Berglund von diesem persönlich zur Kammersängerin ernannt. Dem Ernennungsschreiben ist zu entnehmen, dass die Sängerin in der Fontanestraße 12a wohnte. An ihrem Stammhaus, der Deutschen Staatsoper Berlin, verkörperte sie zunehmend deutsches Repertoire: 1936 sang sie in der heiteren Oper Schirin und Gertraude von Paul Graener, die heute ebenso vergessen ist wie die beiden Uraufführungen – Rembrandt und Schloß Dürande –, an denen sie mitwirkte. Berglund blieb treues Ensemblemitglied, trat auch noch nach der Theatersperre am 1. September 1944 in einer Reihe von Opernkonzerten auf und blieb bis zum Untergang des NS-Regimes in Berlin.
Laut Karl-Josef Kutsch und Leo Riemens genoss sie als Konzertsängerin „einen großen Ruf“. Berglund trat auch unter Leitung der Dirigenten Herbert von Karajan, Richard Strauss und Bruno Walter auf. 
Im Jahre 1945 flüchtete sie kurz vor Kriegsende aus Berlin und kehrte nach Schweden zurück. In der Kirche, in der sie geheiratet hatte, trat sie am 31. Oktober 1948 auch zum letzten Male öffentlich auf, bei der Hochzeit ihrer Nichte. Sie verstarb in Stockholm, ist jedoch im Familiengrab auf dem Nordfriedhof von Åmål begraben.

## Rollen (Auswahl)

### Uraufführungen
- 1937 Hendrike Stoffels in Rembrandt von Paul von Klenau (mit Rudolf Bockelmann als Partner) – Berliner Staatsoper
- 1943 Priorin in Schloß Dürande von Othmar Schoeck – Berliner Staatsoper

### Repertoire
| Auber: - Lady Pamela in Fra Diavolo Bizet: - Titelpartie in Carmen Debussy: - Geneviève in Pelléas et Mélisande Mozart: - 3. Dame und 3. Knabe in Die Zauberflöte Mussorgski: - Marina in Boris Godunow Puccini: - Suzuki in Madama Butterfly Saint-Saëns: - Dalila in Samson und Dalila |  | Richard Strauss: - Adelaide in Arabella Tschaikowski: - Larina in Eugen Onegin Verdi: - Azucena in Il trovatore - Amneris in Aida - Prinzessin Eboli in Don Carlos - Emilia in Otello Wagner: - Brangäne im Tristan und Isolde - Magdalene in Die Meistersinger von Nürnberg - Fricka und Floßhilde in Das Rheingold - Fricka und einige Walküren in Die Walküre - Floßhilde und Norn in Götterdämmerung - Stimme von oben und Blumenmädchen in Parsifal |

## Tondokumente
Es besteht eine Aufnahme mit der Stimme der Sängerin, das Frauenterzett mit Tamino aus Mozarts Zauberflöte, mit Helge Rosvaenge, Hilde Scheppan und Elfriede Marherr, erschienen in der Reihe Große Sänger Große Oper von Top Classic Historia auf Vinyl im Jahre 1971. Es spielten die Berliner Philharmoniker unter Leitung von Sir Thomas Beecham.
In einer Gesamtaufnahme der Zauberflöte auf His Master’s Voice sang sie sowohl die 3. Dame, als auch den 3. Knaben. Weiters bestehen Ausschnitte aus drei deutschen Opern: aus Humperdincks Hänsel und Gretel (auf Electrola), aus Wagners Die Meistersinger von Nürnberg (als Magdalene, Nürnberg 1938, Koch-Schwann) sowie aus Schoecks Das Schloß Dürande (auf Jecklin Disco).

## Quelle
- Karl-Josef Kutsch, Leo Riemens: Großes Sängerlexikon. 4. Auflage. Saur, München 2003, ISBN 3-598-11598-9, S. 1862 (eingeschränkte Vorschau in der Google-Buchsuche), auch abrufbar auf Isoldes Liebestod, Stichwort: Ruth Berglund